# Okres Prachatice
 Okres Prachatice (deutsch: Bezirk Prachatitz) befindet sich im südwestlichen Teil des Jihočeský kraj, Tschechien. Er umfasst eine Fläche von 1375 km² und eine Bevölkerung von 50.971 Einwohnern (Stand 2019), welche sich auf 65 Gemeinden und 272 Ortsteile verteilen.

## Bevölkerungsentwicklung
Nach dem Zweiten Weltkrieg verlor der Bezirk aufgrund der Vertreibung der Deutschen aus der Tschechoslowakei die meisten seiner Einwohner. Aufgrund seiner Lage in der Sperrzone des Eisernen Vorhangs durften nur wenige Neubürger zuziehen.
Der Bezirk ist mit 37 Einwohnern pro km² daher noch heute dünn besiedelt. Knapp 60 % aller Einwohner wohnen in einer der sechs Städte des Bezirks. Außerhalb dieser Städte beträgt die Bevölkerungsdichte nur 20 Einwohner pro km². Seit dem Fall des Eisernen Vorhangs im Jahr 1990 und dem Beitritt Tschechiens in die Europäische Gemeinschaft (EG) wächst die Einwohnerzahl wieder.

## Geographie
Der größte Teil der Region ist leicht hügelig, im Grenzgebiet befindet sich das Gebirge Šumava (dt. Böhmerwald). Im Jahre 1991 wurde die Waldgegend zum Nationalpark Šumava erklärt.
Der wichtigste Fluss ist die Moldau, welche hier am Schwarzberg (Černé hory) auf 1162 Meter entspringt. Daneben gibt es weitere Wasserflächen in Form von Talsperren und Seen.
Im Norden grenzt der Bezirk an den Okres Strakonice, im Osten an den Okres Český Krumlov und im Süden an den deutschen Landkreis Freyung-Grafenau und im Westen an den Okres Klatovy.

## Wirtschaft
Wichtigster Naturrohstoff ist Holz, welches in den Wäldern, die mehr als die Hälfte der Fläche einnehmen, gewonnen wird, sowie Torf. Die hohe Walddichte sorgt auch für eine sehr geringe Umweltbelastung, genauso wie die zahlreichen Naturparks und Reservate (wie Šumava). Diese Gegend ist daher besonders beliebt bei Wanderern, Radfahrern, sowie bei Wintersportlern. Der Bezirk wird jährlich von etwa 162.000 Touristen besucht. Es existieren insgesamt 312 Übernachtungs-Unterkünfte. Neben Zielen in der Natur sind auch die vielen verschiedenen historischen Denkmäler Anziehungspunkte.
1.357 von 11.257 Unternehmen beschäftigen etwa 51 % der Bevölkerung, davon arbeitet etwa ein Drittel in der Industrie und ein Zehntel in der Landwirtschaft. Die Arbeitslosenquote beträgt 6,8 %. Der durchschnittliche Monatslohn ist relativ niedrig und beträgt 12.136 Kronen (ca. 470 Euro). Dies sind nur 56 % des landesweiten Durchschnitts von 21.470 Kronen im Jahre 2007. In der Landwirtschaft wird vor allem Getreide, Futtermittel und Kartoffeln angebaut, in der Viehzucht überwiegt Rinder- und Schweinezucht.

## Verkehr
Es existieren mehrere Eisenbahnlinien der Tschechischen Bahnen im Bezirk: die Bahnstrecke České Budějovice–Černý Kříž, die Bahnstrecke Strakonice–Volary, und die Bahnstrecke Číčenice–Haidmühle. Letztgenannte Strecke hatte bis in die 1970er Jahre Anschluss an die Bahnstrecke Waldkirchen–Haidmühle. Alle diese Strecken sind eingleisig und nicht elektrifiziert, sie zweigen von der Hauptbahn 190 Plzeň–České Budějovice nach Süden ab und treffen sich in Volary. Im Zuge einer Modernisierung sollen diese Strecken saniert werden. Die Strecke České Budějovice–Volary bei Nová Pec sollte bis 2014 mit der Bahnstrecke Rybník–Lipno nad Vltavou verbunden werden.
Hauptverkehrsstraße ist die Straße I/4, welche vom Grenzübergang in Strážný, wo sie Anschluss an die deutsche B 12 hat, über Vimperk bis nach Prag führt. Diese Strecke soll langfristig zu einer Schnellstraße zwischen München und Prag ausgebaut werden. Von dieser zweigt die zweite bedeutende Verkehrsstraße, die I/39, ab, welche über Volary nach Český Krumlov (Krumau) führt.

## Städte und Gemeinden
| Städte - Prachatice (Prachatitz) (11.789 Einwohner) - Vimperk (Winterberg) (8.043 Einwohner) - Volary (Wallern) (4.083 Einwohner) - Netolice (Nettolitz) (2.725 Einwohner) - Vlachovo Březí (Wällisch Birken) (1669 Einwohner) - Husinec (Hussinetz) (1.341 Einwohner) Flecken - Lhenice (Elhenitz) (1.769 Einwohner) - Strunkovice nad Blanicí (Strunkowitz an der Flanitz) (1.173 Einwohner) - Strážný (Kuschwarda) (472 Einwohner) - Dub (412 Einwohner) Gemeinden - Zdíkov (1.634 Einwohner) - Čkyně (1.513 Einwohner) - Vacov (1.354 Einwohner) - Stachy (Stachau) (1.216 Einwohner) - Lenora (Eleonorenhain) (851 Einwohner) - Malovice (Großmalowitz) (644 Einwohner) - Němčice (644 Einwohner) - Nová Pec (Neuofen) (582 Einwohner) - Svatá Maří (St. Magdalena) (547 Einwohner) - Ktiš (Tisch) (505 Einwohner) - Hracholusky (481 Einwohner) - Bohunice (Bohonitz) (478 Einwohner) - Chroboly (Chrobold) (471 Einwohner) - Vitějovice (465 Einwohner) - Nebahovy (Nebahau) (444 Einwohner) - Horní Vltavice (Obermoldau) (395 Einwohner) - Šumavské Hoštice (392 Einwohner) - Záblatí (Sablat) (375 Einwohner) - Bohumilice (Bohumilitz) (324 Einwohner) - Mičovice (Mitschowitz) (315 Einwohner) - Zálezly (302 Einwohner) | - Lažiště (300 Einwohner) - Zbytiny (Oberhaid) (299 Einwohner) - Bošice (293 Einwohner) - Chlumany (293 Einwohner) - Buk (Buchen) (283 Einwohner) - Těšovice (282 Einwohner) - Borová Lada (Ferchenhaid) (276 Einwohner) - Bušanovice (Buschanowitz) (245 Einwohner) - Žernovice (238 Einwohner) - Stožec (Tusset) (217 Einwohner) - Lipovice (199 Einwohner) - Radhostice (175 Einwohner) - Chvalovice (Kollowitz) (170 Einwohner) - Kvilda (Außergefild) (167 Einwohner) - Lčovice (147 Einwohner) - Křišťanov (Christianberg) (145 Einwohner) - Mahouš (144 Einwohner) - Tvrzice (128 Einwohner) - Želnava (Salnau) (125 Einwohner) - Žárovná (113 Einwohner) - Kubova Huť (Kubohütten) (96 Einwohner) - Nové Hutě (Kaltenbach) (95 Einwohner) - Budkov (90 Einwohner) - Babice (Bowitz) (85 Einwohner) - Nicov (Nitzau) (84 Einwohner) - Pěčnov (Pietschnau) (83 Einwohner) - Drslavice (77 Einwohner) - Vrbice (72 Einwohner) - Dvory (Höfen) (67 Einwohner) - Kratušín (53 Einwohner) - Zábrdí (53 Einwohner) - Újezdec (53 Einwohner) - Lužice (Luschitz) (42 Einwohner) - Olšovice (Wolschowitz) (41 Einwohner) |